# Popillia benitensis
Popillia benitensis är en skalbaggsart som beskrevs av Ohaus 1897. Popillia benitensis ingår i släktet Popillia och familjen Rutelidae. Inga underarter finns listade i Catalogue of Life.